# Ljungby
Ljungby è una città (tätort) della Svezia, situata nella contea di Kronoberg e nella provincia storica dello Småland, area densa di foreste e con nessuno sbocco sul mare.

## Storia
La storia di Ljungby risale all'epoca dei Vichinghi, i quali seguirono il corso del fiume Lagan e si stabilirono nelle sue vicinanze proprio in prossimità di Ljungby.
Nel XIV secolo molte importanti strade medievali attraversarono il comune, in quel secolo, proprio dal passaggio di queste strade, nacque il centro dell'attuale città di Ljungby.